# Thomas Oldrati
Thomas Oldrati (Bergamo, 20 luglio 1989) è un pilota motociclistico italiano.
È stato campione europeo e mondiale di Enduro.

## Carriera
Dopo alcune partecipazioni e vittorie in campo italiano, si presenta al mondo dell'enduro internazionale vincendo il campionato giovanile continentale classe E1 nel 2006. Nello stesso anno corre la tappa italiana della Coppa del Mondo FIM 125 dedicata ai giovani, classificandosi 7º su Husqvarna in gara 2.
Passato alla KTM, dall'anno seguente si impegna stabilmente nel mondiale concludendo 5º nel 2007 e laureandosi campione nel 2008. Il 2008 è anche l'anno della conquista del mondiale a squadre categoria Junior.
Dal 2009 si dedica al mondiale "senior", dove raccoglie un quinto posto finale all'esordio in E1 e addirittura una terza posizione in E2 l'anno seguente. Nel 2010 partecipa inoltre nuovamente alla Sei Giorni dove coglie un secondo posto assoluto insieme agli altri "Caschi Rossi" della squadra italiana.
Nel 2011 partecipa alla categoria E1 e al mondiale Indoor in sella ad una KTM.

### Palmarès
in grassetto i trofei internazionali
- 2005: Campione italiano Enduro 50cc 2T
- 2006: 29º posto Coppa FIM Youth Enduro (Husqvarna)[4]
- 2006: Campione europeo Enduro Junior, classe E1[5]
- 2006: Campione italiano Enduro Cadetti 125cc 2T
- 2007: 5º posto Coppa FIM Youth Enduro (KTM)[1]
- 2007: Campione italiano Enduro 125cc 2T
- 2008: Campione italiano Enduro 125cc 2T
- 2008: Vincitore Coppa FIM Youth Enduro[2]
- 2008: Campione mondiale a squadre ISDE Junior Trophy[3][6]
- 2008: 14º posto Campionato mondiale Indoor
- 2009: 5º posto Campionato mondiale Enduro E1
- 2009: 7º posto Campionato mondiale Enduro Indoor
- 2010: 3º posto Campionato mondiale Enduro E2
- 2010: 2º posto Campionato mondiale a squadre ISDE[3]
- 2011: 6º posto Campionato mondiale Indoor (KTM)